# Ріроріро чатамський
Ріроріро чатамський (Gerygone albofrontata) — вид горобцеподібних птахів родини шиподзьобових (Acanthizidae). Ендемік архіпелагу Чатем.

## Опис
Довжина птаха становить 12 см. Самець дещо більший за самицю: середня вага самця становить 10 г, самиці — 8,5 г.
Голова і верхня частина тіла птаха оливково-коричневого кольору. У самця горло, груди і живіт білі, боки і гузка блідо-жовті, лоб білий, над очима білі "брови". У самиці нижня частина тіла світло-сіра, "брови" і горло жовті. Очі і у самців, і у самиць червоні. Молоді птахи забарвленням подібні до самиць: верхня частина тіла в них оливково-сіра, нижня частина тіла жовтувата, очі карі.
Спів чатамських ріроріро тонкий і складний. Він схожий на спів молодих сірих ріроріро, з чотирма ноами, що повторюються впродовж всього співу.

## Поширення і екологія
Чатамський ріроріро мешкає на островах архіпелагу Чатем; як на самому острові Чатем, так і на сусідніх острівцях, таких як Пітт, Малий Мангер, Мотухопе і Рангатіра. Цей вид птахів мешкає в лісових масивах. Внаслідок обезліснення цей птах зник на півночі острова Чатем.

## Раціон
Чатамські ріроріро харчуються здебільшого комахами, яких ловлять в кронах дерев серед листя, а також шукають в опалому листі. 

## Розмноження
Чатамські ріроріро- територіальні і моногамні птахи. Іноді одна пара птахів займає одну територію протягом трьох років. 
Сезон розмноження зазвичай триває з вересня по січень. Гніздо грушеподібне з бічним входом нагорі, подібне до гнізда сірого ріроріро, найближчого родича чатамського ріроріро. Розміщення гнізда залежіть від острова: на самому Чатемі воно зазвичай видить на відкритому повітрі в проміжку між гілками, тоді як на невеликих острівцях сховане серед листя.
Яйця білуваті з червно-коричневими плямками. У чатамського ріроріро висока успішність розмноження- 87%, тоді як в сірого ріроріро лише 38%.
Чатамські ріроріро є жертвою гніздового паразитизму з боку смугастощоких дідриків.

## Збереження
Популяцію чатамських ріроріро оцінюють в 5000 птахів. МСОП вважає цей вид таким, що не потребує особливих заходів зі збереження. 
Уряд Нової Зеландії прикладає зусилля для відновлення лісових масивів Чатема, а також знищує інтродукованих хижаків.